# Iván Raña Fuentes
Iván Raña Fuentes (Ordes, 10 de juny de 1979) és un esportista gallec, ex ciclista professional, que competeix en triatló.

## Carrera esportiva
Fou el primer triatleta gallec en aconseguir un campionat del món, el primer a guanyar una prova de la Copa del Món i en participar en uns Jocs Olímpics. Va participar en tres edicions entre 2000 i 2008, aconseguint dos diplomes olímpics a Sydney 2000 i Pequín 2008 on va assolir la cinquena posició.
La temporada 2009 va fitxar pel Xacobeo Galicia, equip de ciclisme professional, on només s'hi estaria un any. Després d'un període de reflexió sobre la seva carrera esportiva, el desembre de 2009 anunciava que tornava al triatló.